# 武州川辺駅
武州川辺駅（ぶしゅうかわべえき）は、かつて埼玉県北葛飾郡川辺村（現在の埼玉県春日部市新宿新田）に存在した東武鉄道野田線の駅（廃駅）である。江戸川橋梁から大宮方面に約300メートルの地点、新宿新田踏切の手前に存在した。

## 歴史

### 年表
- 1930年（昭和5年）12月6日：総武鉄道の武州川辺駅として開業。
- 1944年（昭和19年）3月1日：総武鉄道が東武鉄道に吸収合併され、同社の駅となる。
- 1945年（昭和20年）5月20日：南桜井駅移転統合計画に伴い営業停止。
- 1950年（昭和25年）7月5日：廃止。

### 駅名の由来
武蔵国の別称武州と江戸川を表す川辺から。

## 駅構造
単式ホーム1面1線を有する地上駅・無人駅であった。プラットホームは線路の北側に設置され、屋根のない簡素な造りだった。構内が単線のため列車交換はできなかった。
廃止後も暫くの間ホームの遺構が残存していたが、跡地で対向列車を待たずに列車交換するため南桜井駅の場内延長（約0.8 km）に先立ち、2006年（平成18年）頃に撤去された。

## 利用状況
| 年度 | 乗車（人） | 降車（人） |
| ---- | ---------- | ---------- |
| 1930 | 4,573      | 4,377      |
| 1931 | 10,934     | 11,804     |
| 1932 | 10,050     | 10,255     |
| 1933 | 9,748      | 9,666      |
| 1934 | 11,614     | 11,459     |
| 1935 | 14,292     | 14,185     |
| 1936 | 14,196     | 14,314     |
| 1937 | 14,499     | 15,135     |
| 1938 | 15,855     | 16,646     |
| 1939 | 21,583     | 21,999     |
| 1940 | 31,387     | 31,690     |

- 埼玉県統計書各年度版
- 貨物は計上されていない

## 駅周辺
開業当初、駅前は畑と雑木林、草むらであった。駅のすぐ南西側に、米島駅（貨物駅･現在は南桜井駅）前にあった服部精工舎南櫻井工場（工場は、後にリズム時計工業の工場に転用）への勤務者のための集合住宅街 (社宅)があった。米島駅前一帯の工場が陸軍造兵廠指定となった大戦末期、当駅は利用者のピークを迎えた。
1943年（昭和18年）、戦時体制の影響により不要不急駅整理の影響を受け、永沼停留所から移設・改称した旧南桜井駅 (現在の南桜井駅より約800 m大宮寄り＝県道42号踏切付近)との統廃合対象となり、1945年（昭和20年）営業を停止した。その後、旧南桜井駅と統合したのち、現在の南桜井駅の位置にあった米島駅（貨物駅）を統合し、米島駅を南桜井駅と改称し現在に至る。
廃駅・終戦後から高度経済成長期にかけて、主な同駅利用者であった工場集合住宅は民家や商店へと姿を変えたが、駅前自体は1970年代中頃まで開業当初とあまり変わっていない。1970年代に駅前跡地が舗装道路となった。現在は年代相応の住宅や商店が形成されており、駅入口跡地は月極駐車場および空き地になっている。ただし、雑木林等の自然環境は失われていなく、開業当時の面影を残している。2006年（平成18年）頃までプラットホームとして使用されたコンクリートの構造が一部残っていた。
- ヤックスドラッグ（閉店） - 跡地はヤクルトの保育所
- 文化学院芸術専門学校（廃校）
- ナガシマ工芸株式会社

## 隣の駅
東武鉄道
■野田線
南桜井駅  - 武州川辺駅（廃止） - 川間駅